# Cerapterus
Genre
Les Cerapterus forment un genre de coléoptères de la famille des Carabidae, sous-famille des Paussinae, tribu des Paussini et de la sous-tribu des Cerapterina.

## Dénomination
Le genre a été décrit par l'entomologiste Nils Samuel Swederus, 1788.

### Synonymie
- Orthopterus (Westwood, 1838)
- Euthysoma (J. Thomson, 1860)
- Ceratopterus (Giraud, 1873)
- Eucerapterus (Kolbe, 1926)

## Taxinomie
Liste des espèces 
- Cerapterus benguelanus (H. Kolbe, 1926)
- Cerapterus brancae (Luna de Carvalho, 1961)
- Cerapterus burgeoni (Reichensperger, 1937)
- Cerapterus calaharicus (H. Kolbe, 1926)
- Cerapterus concolor (Westwood, 1850)
- Cerapterus denoiti (Wasmann, 1899)
- Cerapterus drescheri (Reichensperger, 1935)
- Cerapterus elgonis (Reichensperger, 1938)
- Cerapterus herrei (Schultze, 1923)
- Cerapterus horni (Reichensperger, 1925)
- Cerapterus horsfieldi (Westwood, 1833)
- Cerapterus hottentottus (H. Kolbe, 1896)
- Cerapterus immaculatus (Luna de Carvalho, 1975)
- Cerapterus kolbei (Lorenz, 1998)
- Cerapterus laceratus (C.A. Dohrn, 1891)
- Cerapterus lafertei (Westwood, 1850)
- Cerapterus latipes (Swederus, 1788)
- Cerapterus leoninus (H. Kolbe, 1926)
- Cerapterus longihamus (Reichensperger, 1933)
- Cerapterus myrmidonum (H. Kolbe, 1896)
- Cerapterus oblitus (Reichensperger, 1938)
- Cerapterus parallelus (Wasmann, 1922)
- Cerapterus pilipennis (Wasmann, 1922)
- Cerapterus pseudoblitus (Luna de Carvalho, 1961)
- Cerapterus pygmaeus (Luna de Carvalho, 1960)
- Cerapterus quadrimaculatus (Westwood, 1841)
- Cerapterus smithii (Westwood, 1838)
- Cerapterus splendidus (Wasmann, 1918)
- Cerapterus stalii (Westwood, 1874)
- Cerapterus stuhlmanni (H. Kolbe, 1895)
- Cerapterus trinitatis (H. Kolbe, 1896)